# Anik C3
O Anik C3 (também conhecido por Telesat 5) foi um satélite de comunicação geoestacionário canadense da série Anik, que foi construído pela Hughes, ele esteve localizado na posição orbital de 114,9 graus de longitude oeste e era administrado pela Telesat Canada, com sede em Ottawa no Canadá. O satélite foi baseado na plataforma HS 376 e sua vida útil estimada era de 10 anos. O mesmo ficou fora de serviço em junho de 1997.

## História
O Anik C3 foi o primeiro satélite lançado da série Anik C, que foi formada pelos primeiro satélites do Canadá com capacidade para fornecer serviços comerciais ponto-a-ponto nas frequências de banda Ku 14/12 GHz. O satélite triplicou a potência de saída do Anik A1 construído pela Hughes, que foi o primeiro satélite de comunicações do país. O Anik C também permitiu um aumento significativo da capacidade de telecomunicações sobre a série Anik A.
A Telesat Canada ganhou o contrato para a Space and Communications Group, hoje conhecida como Boeing Satellite Systems, em abril de 1978 da Hughes Aircraft Company. O contrato era para construir três satélites de comunicações para atender a expansão da rede de telecomunicações do Canadá.
O Anik C3 concentrava quatro feixes de transmissão para fornecer cobertura regional para as parcelas do sul mais densamente povoadas do Canadá. O satélite fornecia áudio, vídeo e serviços de transmissão de dados.
O satélite saiu de serviço em junho de 1997.

## Lançamento
O satélite foi lançado com sucesso ao espaço no dia 11 de novembro de 1982, às 12:19:00 UTC, abordo do ônibus espacial Columbia durante a missão STS-5, a partir do Centro Espacial Kennedy, na Flórida, EUA, juntamente com o satélite SBS-3. Ele tinha uma massa de lançamento de 632,3 kg.

## Capacidade e cobertura
O Anik C3 era equipado com 16 (mais 4 de reserva)  transponders em banda Ku para fazer cobertura da América do Norte.

## Nota Histórica
O Anik C3 juntamente com o SBS-3 foram os primeiro satélites para fins comerciais implantados pelo ônibus espacial da NASA.